# Seiko Golden Grand Prix 2019
Seiko Golden Grand Prix 2019 – mityng lekkoatletyczny, który odbył się 19 maja 2019 w Osace. Zawody były drugą odsłoną cyklu World Challenge Meetings w sezonie 2019 rozgrywanego pod egidą IAAF.
Rywalizacja w rzucie młotem kobiet zaliczana była do IAAF Hammer Throw Challenge.

## Rezultaty

### Mężczyźni
| Konkurencja:                  | 1. miejsce                                                            | Rezultat     | 2. miejsce                                                                                  | Rezultat   | 3. miejsce                                                                   | Rezultat         |
| Bieg na 100 m                 | Justin Gatlin                                                         | 10,00 SB     | Yoshihide Kiryū                                                                             | 10,01 SB   | Lalu Muhammad Zohri                                                          | 10,03 NR AJR WJL |
| Bieg na 200 m                 | Michael Norman                                                        | 19,84 MR =PB | Yang Chun-han                                                                               | 20,50      | Christopher Belcher                                                          | 20,57            |
| Bieg na 400 m                 | Vernon Norwood                                                        | 45,79        | Julian Jrummi Walsh                                                                         | 46,29      | Mitsuki Kawachi                                                              | 46,69            |
| Bieg na 800 m                 | Jonathan Kitlit                                                       | 1:46,37      | Guy Learmonth                                                                               | 1:46,81 SB | Alfred Kipketer                                                              | 1:46,88 SB       |
| Bieg na 110 m przez płotki    | Shunsuke Izumiya                                                      | 13,26w       | Greggmar Swift                                                                              | 13,45w     | Taiō Kanai                                                                   | 13,47w           |
| Bieg na 400 m przez płotki    | Masaki Toyoda                                                         | 50,38        | Keisuke Nozawa                                                                              | 50,65      | Mahau Suguimati                                                              | 50,87            |
| Bieg na 3000 m z przeszkodami | Philemon Ruto                                                         | 8:22,65 SB   | Getnet Wale                                                                                 | 8:23,01 SB | Abraham Kibiwot                                                              | 8:28,27          |
| Sztafeta 4 × 100 m            | Japonia · Shūhei Tada · Ryōta Yamagata · Yūki Koike · Yoshihide Kiryū | 38,00 WL     | Stany Zjednoczone · Christopher Belcher · Justin Gatlin · Kendal Williams · Cameron Burrell | 38,73      | Chińskie Tajpej · Wei Tai-sheng · Wang Wei-hsu · Yang Chun-han · Cheng Po-yu | 39,12            |
| Skok wzwyż                    | Naoto Tobe                                                            | 2,27 SB      | Takashi Etō                                                                                 | 2,24       | Tichomir Iwanow                                                              | 2,20 SB          |
| Skok o tyczce                 | Huang Bokai                                                           | 5,61         | Yao Jie                                                                                     | 5,51 SB    | Seito Yamamoto                                                               | 5,51             |
| Skok w dal                    | Natsuki Yamakawa                                                      | 7,87         | Hibiki Tsuha                                                                                | 7,81       | Yūki Hashioka                                                                | 7,80             |
| Trójskok                      | Omar Craddock                                                         | 17,16        | Zhu Yaming                                                                                  | 16,51      | Nazim Babayev                                                                | 16,48 SB         |
| Rzut oszczepem                | Edis Matusevičius                                                     | 84,55 SB     | Huang Shih-feng                                                                             | 79,05      | Ryōhei Arai                                                                  | 78,34            |

### Kobiety
| Konkurencja:                  | 1. miejsce       | Rezultat    | 2. miejsce       | Rezultat   | 3. miejsce        | Rezultat    |
| Bieg na 100 m                 | Mikiah Brisco    | 11,33 SB    | Olga Safronowa   | 11,39      | Dezerea Bryant    | 11,44 SB    |
| Bieg na 200 m                 | Iwet Łałowa      | 22,55 MR SB | Kyra Jefferson   | 23,00 SB   | Olga Safronowa    | 23,08       |
| Bieg na 800 m                 | Noélie Yarigo    | 2:03,18 SB  | Emily Jerotich   | 2:03,80 SB | Angie Petty       | 2:03,81     |
| Bieg na 100 m przez płotki    | Sharika Nelvis   | 12,70 SB    | Sally Pearson    | 12,70 SB   | Pedrya Seymour    | 12,90       |
| Bieg na 400 m przez płotki    | Dalilah Muhammad | 53,88       | Tia-Adana Belle  | 55,42      | Cassandra Tate    | 55,45 SB    |
| Bieg na 3000 m z przeszkodami | Yukari Ishizawa  | 10:12,12    | Ayaka Koike      | 10:23,27   | Minami Nishiyama  | 10:28,67 SB |
| Skok w dal                    | Brooke Stratton  | 6,66        | Alina Rotaru     | 6,47 SB    | Sumire Hata       | 6,41 PB     |
| Rzut młotem                   | Wang Zheng       | 75,27 MR    | Gwen Berry       | 74,09      | DeAnna Price      | 72,92       |
| Rzut oszczepem                | Yu Yuzhen        | 60,88       | Haruka Kitaguchi | 60,00      | Liveta Jasiūnaitė | 59,74 SB    |

## Wyniki reprezentantów Polski
- bieg na 400 m ppł: 4. Joanna Linkiewicz 56,35 SB
- rzut młotem: 5. Joanna Fiodorow 71,41; 8. Malwina Kopron 67,77 SB

## Rekordy
Podczas mityngu ustanowiono 1 krajowy rekord w kategorii seniorów:
| Zawodnik            | Reprezentacja | Konkurencja        | Rezultat |
| ------------------- | ------------- | ------------------ | -------- |
| Lalu Muhammad Zohri | Indonezja     | bieg na 100 metrów | 10,03    |